# Aelurillus nabataeus
Aelurillus nabataeus là một loài nhện trong họ Salticidae.
Loài này thuộc chi Aelurillus. Aelurillus nabataeus được Jerzy Prószyński miêu tả năm 2003.